# Czerwiec roczny
Czerwiec roczny (Scleranthus annuus L.) – gatunek rośliny wieloletniej należący do rodziny goździkowatych. W Polsce gatunek pospolity, prawdopodobnie archeofit. Zasięg obejmuje Europę bez jej północnych krańców, Turcję i region Kaukazu oraz północno-zachodnie krańce Afryki wraz z Wyspami Kanaryjskimi.

## Morfologia

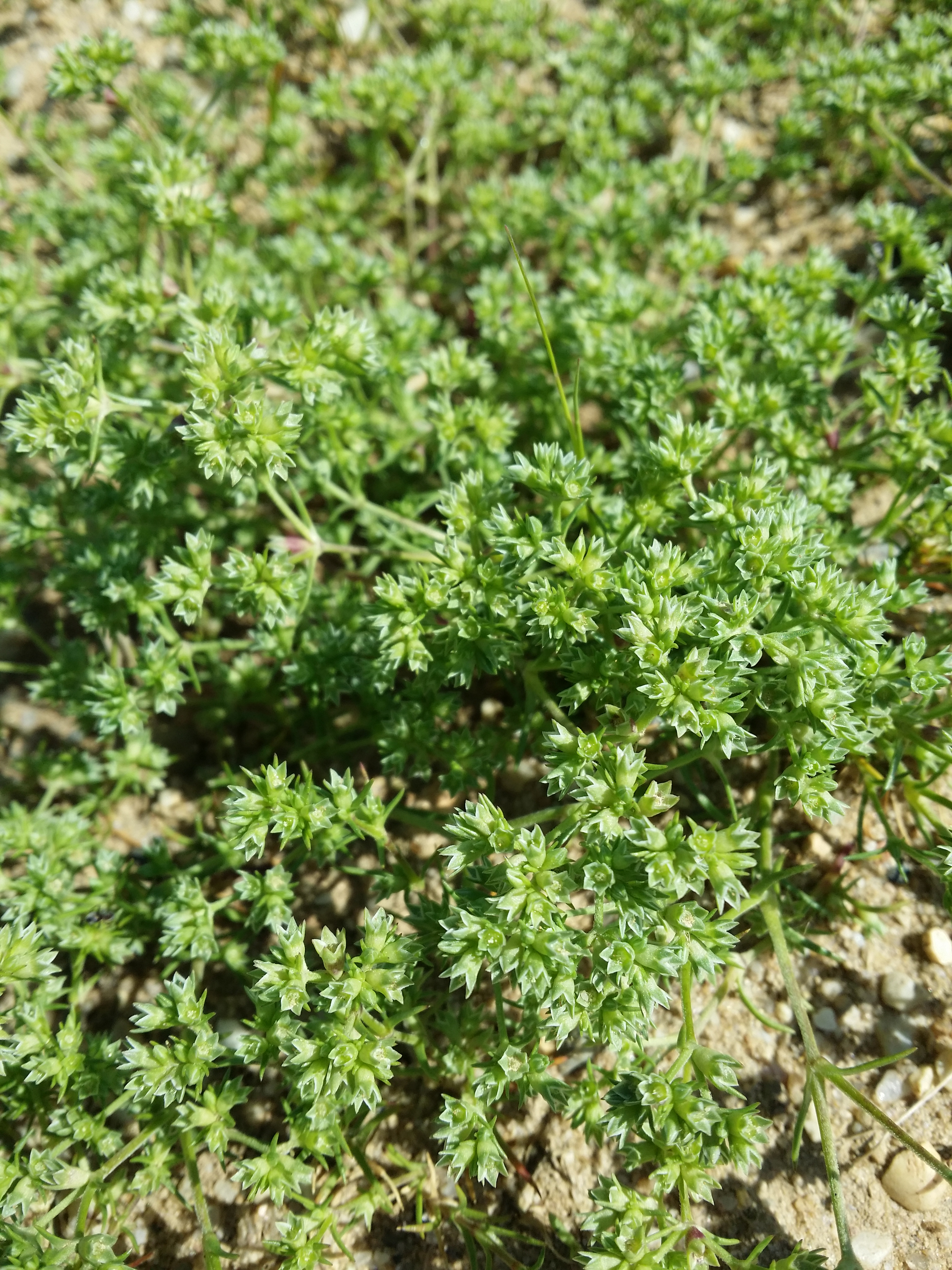
Pokrój

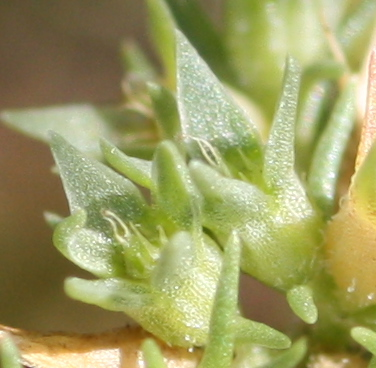
Kwiat

ŁodygaWzniesiona, silnie rozgałęziająca się, wysokości 8-20 cm.
LiścieUlistnienie naprzeciwległe, liście równowąskolancetowate o długości do 5 mm.
KwiatyDrobne, zebrane w kłębik. Mają kielich złożony z 5 zielonych, zaostrzonych działek o wąsko obrzeżonych brzegach pręciki 3-4, krótsze od kielicha. Korony brak, dno kwiatowe rozszerzone kieliszkowato.
OwocJednonasienna torebka. Owoce po dojrzeniu pozostają w kielichu, którego działki rozchylają się. Nasiona gładkie, o soczewkowatym kształcie.

## Biologia i ekologia
Występuje na pastwiskach, ugorach, przydrożach i polach uprawnych (jako chwast). Rozmnaża się przez nasiona, które zachowują zdolność kiełkowania przez 5 lat. Roślina kwasolubna, uważana za dobry wskaźnik gleb kwaśnych. W klasyfikacji zbiorowisk roślinnych gatunek charakterystyczny dla związku (All.) Aperion spicae-venti. Kwitnie od czerwca do października. Niepozorne kwiaty są rzadko odwiedzane przez owady, przeważnie następuje samozapylenie.

## Zmienność
Tworzy mieszańce z czerwcem trwałym i cz. wieloowockowym.